# Paul Russell (programista)
Paul Russell, pseud. Rusty (ur. 18 stycznia 1973 w Londynie) – australijski programista związany z ruchem wolnego oprogramowania. Jest twórcą Ipchains oraz Iptables – narzędzi administracyjnych dla systemu Linux.